# لینزی دانکن
لینزی دانکن (انگلیسی: Lindsay Duncan؛ زادهٔ ۷ نوامبر ۱۹۵۰) بازیگر اهل بریتانیا است. وی از سال ۱۹۷۵ میلادی تاکنون مشغول فعالیت بوده‌است.

## گزیدهٔ نقش‌آفرینی
- زویی من (۲۰۱۹)
- آخر هفته (۲۰۱۳)
- دربارهٔ زمان (۲۰۱۳)
- ریچارد دوم (۲۰۱۲)
- آلیس در سرزمین عجایب (۲۰۱۰)
- شروع کننده برای ۱۰ (۲۰۱۰)
- مارگارت (۲۰۰۹)
- شوهر ایده‌آل (۱۹۹۹)
- تالار شهر (۱۹۹۶)
- قصه‌گو (۱۹۸۸)
- رایلی، تک‌خال جاسوس‌ها (۱۹۸۳)